# Спанчевац
Спа̀нчевац (на сръбски: Спанчевац или Spančevac) е село в Югоизточна Сърбия, Пчински окръг, община Буяновац.

## История
В края на XIX век Спанчевац е село в Прешевска кааза на Османската империя. Според статистиката на Васил Кънчов („Македония. Етнография и статистика“) от 1900 година Спанчево е населявано от 520 жители българи християни. Според патриаршеския митрополит Фирмилиан в 1902 година в Спанчевац има 83 сръбски патриаршистки къщи.
Според преброяването на населението от 2002 г. селото има 533 жители сърби.
- Дом на културата в Спанчевац
- Село Спанчевац